# San Salvador el Verde
San Salvador el Verde è una municipalità dello stato di Puebla, nel Messico centrale, il cui capoluogo è la località omonima.
Conta 28.410 abitanti (2010) e ha una estensione di 108,71 km². 	 	
Originariamente era chiamato Xopalican, cioè luogo di colore verde in lingua nahuatl, per poi essere rinominato con il nome attuale in onore del Salvatore .